# Papiro Carlsberg
El Papiro Carlsberg es un papiro egipcio de temática médica. Está escrito en su mayor parte en hierático y demótico, con algunos elementos de griego antiguo, y está datado entre las decimonovena y la vigésima dinastías. Se conserva en la Biblioteca del Museo de Ny Carlsberg en Copenhague.
Algunos fragmentos se remontan a textos datados en torno al año 2000 a. C., mientras que otros, como el manuscrito Tebtunis se remontan tan sólo al primer siglo a. C., y su estructura y contenido lo asemejan a otros texos médicos como los papiros de Berlín o los papiros de Lahun.
Su contenido versa sobre diferentes especialidades médicas: Ginecología, Oftalmología, Neurología (incluyendo una de las primeras descripciones de un accidente vascular cerebral y de una hemorragia cerebral y sus secuelas).